# Guantanamera
A Guantanamera talán a legismertebb kubai dallam. Eredeti címe: Guajira Guantanamera, magyarul: guantanamói parasztlány. Műfaja: guajira-son.

## Születése
A dallamot a hagyomány szerint a kubai CMQ rádió egyik munkatársa, Joséito Fernández „komponálta” 1928-ban, aki a napi híreket rendszeresen általa improvizált dalokkal kommentálta. Ezt sokan kétségbe vonják, azt állítva, hogy ebben az időben a dal Guantánamóban már széles körben ismert volt. Egy vélekedés szerint eredeti szerzője az El Diablo becenévre hallgató híres son-zenész, Herminio García Wilson, aki a „La Castellana” nevű kocsmában rögtönözte a dalt egy arra járó széplánnyal történt évődő szóváltás hatására. Felmerült még Ramón Espígul komikus–színész szerzősége is. A zenetudósok szerint viszont a dallam előképe már a 19. században létezett, egy pasacallo formájában. Ami tény, hogy a 30-as évektől már sokféle, jellemzően pikáns, sikamlós szöveggel énekelték, mindig ugyanazzal a refrénnel: „guantanamera, guajira guantanamera”
Joséito Fernández játszotta először hanglemezre 1940-ben, A mi madre (Anyámnak) címmel, guajira guantanamera alcímmel.

## Egyszerű versek
1958-ban Julián Orbón (1925-1991) zeneszerző egy José Martí (a kubaiak Petőfije) által 1891-ben írt versciklus, az Egyszerű versek egyes strófáit énekelte a dallamára, az eredeti refrén meghagyásával. A dal általunk is ismert szövege Haraszti Miklós fordítása.
|  | Yo soy un hombre sincero De donde crece la palma. Y antes de morirme quiero Echar mis versos del alma. Guantanamera, guajira guantanamera | Egyenes derékkal jöttem Onnan, hol nőnek a pálmák. Mielőtt meghalok, lelkem Versekben osztja el álmát. Guantanamera, guajira guantanamera |

## A világhír felé
1961-ben Leo Brouwer (1939) gitáros és zeneszerző kezdte játszani az „új” szöveggel és tette népszerűvé Kubában. 1966-ban Pete Seeger (1919–2014) folk-énekes és politikai aktivista Hector Angulo, Fidel Castro közeli barátja révén szerzett tudomást a dalról, és a Newporti folk-fesztiválon előadta Guantanamera címen. Innen indult világhódító útjára. José Martí egyszerű szépségű strófái szinte semmilyen közvetlen forradalmi vagy hazafias utalást nem tartalmaztak, de a kubai forradalom és az 1960-as évek diákmozgalmainak kontextusába helyezve a dal mozgósító erejűvé, egyfajta zenei ikonná vált. A The Sandpipers, Joan Baez, Tito Puente, José Feliciano, később Julio Iglesias, sőt a hiphop zenész Wyclef Jean is műsorára tűzte. A Die Toten Hosen dél-amerikai koncertturnéjának nagy meglepetése volt, amikor az első Buenos Aires-i koncertjükön előadták. 
Szövegét a világ 40 nyelvére lefordították.

## Magyarország
Az 1970-es évektől a magyar ifjúsági és KISZ-rendezvények, táborok eleinte inkább megtűrt, mint támogatott tábortűz-dalocskája, majd a vendéglátóipari zenészek egyik kötelező vizsga- és repertoárdarabja volt.

## Felvételek
- Playing For Change
- Guantanamera. Tábortüz  YouTube (2010. május 11.)  (Hozzáférés: 2017. március 26.) (audió, magyar szöveg)
- GUANTANAMERA (Rumba). YouTube (2011. február 23.)  (Hozzáférés: 2017. július 17.) (videó)